# Liste der Straßennamen von Külsheim
Diese Liste der Straßennamen von Külsheim zeigt die Namen der aktuellen und historischen Straßen, Gassen, Wege und Plätze der Stadt Külsheim und deren Stadtteile (Eiersheim, Hundheim, Steinbach, Steinfurt und Uissigheim) sowie deren Namensherkunft, Namensgeber oder Bedeutung, sofern bekannt. Külsheim trägt den Beinamen Brunnenstadt, weil es im Stadtgebiet 18 Brunnen gibt, nach denen teilweise auch Straßen benannt wurden.
Der Artikel ist Teil der übergeordneten Liste der Straßennamen im Main-Tauber-Kreis. Die Liste erhebt keinen Anspruch auf Vollständigkeit.
| Rad- und Wanderwege – Literatur – Weblinks |

## A
- Alte Gasse
- Am Bärloch
- Am E-Werk
- Am Kattenberg
- Am Spielplatz – im Stadtteil Steinbach

## B
- Bachgasse – im Stadtteil Hundheim

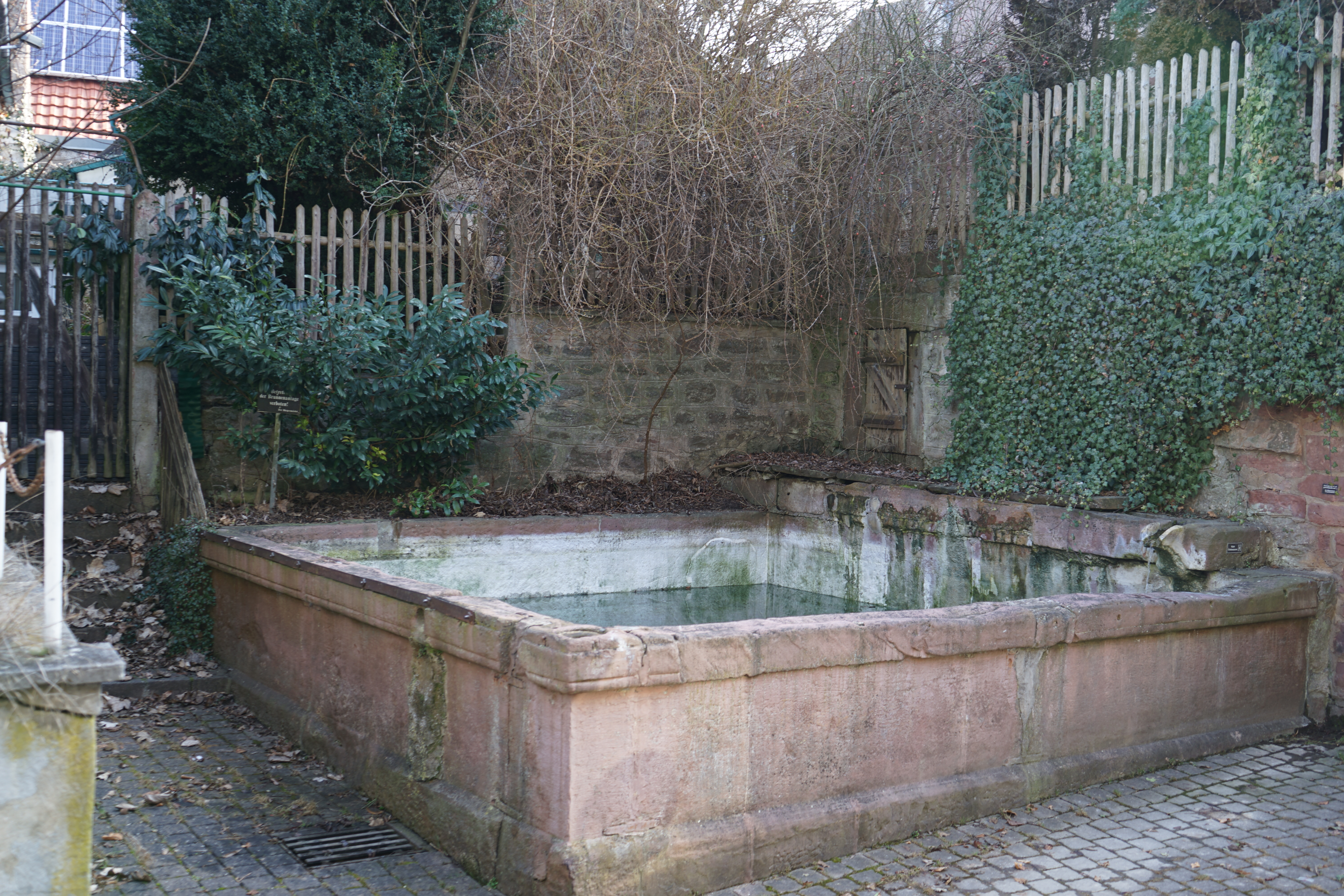
Badbrunnen, Badbrunnenweg
Gießbachbrunnen, auch Güßgrabenbrunnen, Bergstraße
Brunnen an der Bronnbacher Str.

- Badbrunnenweg – An dieser Straße befindet sich der namengebende Badbrunnen, einer von knapp 20 Brunnen der „Brunnenstadt Külsheim“.[2]
- Badersrain
- Baiersgründlein – im Stadtteil Steinbach
- Baulandstraße – Der Name bezieht sich auf den Naturraum Bauland, der in der Umgebung an das Tauberland angrenzt
- Beim Storchsturm
- Benzstraße
- Bergstraße
- Binsengärten – im Stadtteil Uissigheim
- Birkenweg – im Stadtteil Uissigheim
- Birkhof – am gleichnamigen Wohnplatz Birkhof in der Nähe des Stadtteils Hundheim[4]
- Birnberg – im Stadtteil Eiersheim
- Blutbildsweg – Dort befindet sich ein Bildstock mit einer Darstellung des Blutwunders von Walldürn. Der Weg ist zugleich Teil eines alten Pilgerwegs bis nach Walldürn.
- Boschstraße
- Boxtalstraße – In Richtung des Freudenberger Stadtteils Boxtal
- Bronnbacher Straße – In Richtung der Wertheimer Ortschaft Bronnbach
- Brunnengasse – Gasse der „Brunnenstadt Külsheim“.[2]
- Bürgermeister-Heußlein-Straße
- Bürgermeister-Junghans-Straße
- Bürgermeister-Kuhn-Straße – Zu Ehren von Günther Kuhn, einem ehemaligen deutschen Kommunalpolitiker (CDU). Er war von 1979 bis 2011 Bürgermeister der Stadt Külsheim und ist seit 2011 Ehrenbürger von Külsheim.[5]
- Bürgermeister-Spengler-Straße
- Burgstraße – im Stadtteil Uissigheim, diese erinnert an die Burg Uissigheim

## D
- Daimlerstraße
- Dekan-Werr-Straße

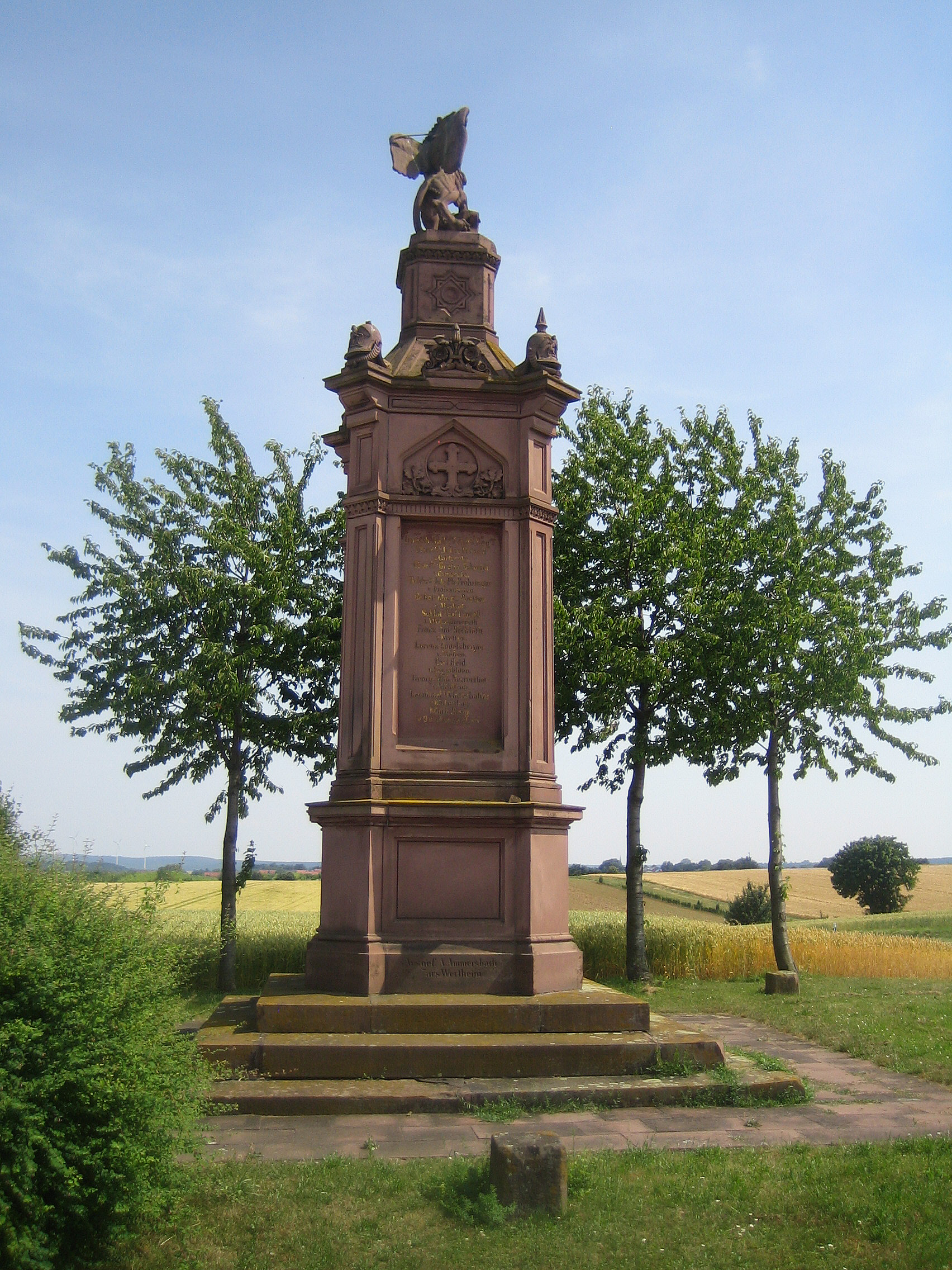
Denkmal für die im Gefecht bei Hundheim gefallenen Soldaten, Denkmalsiedlung

- Denkmalsiedlung – am gleichnamigen Wohnplatz Denkmalsiedlung auf der Gemarkung des Stadtteils Hundheim[6]
- Dörlesberger Straße – im Stadtteil Hundheim in Richtung der Wertheimer Ortschaft Dörlesberg

## E
- Eberhardstraße – im Stadtteil Uissigheim
- Eichendorffweg
- Eichwaldsiedlung – im Stadtteil Steinfurt bis zum Wohnplatz Eichwaldsiedlung
- Eiersheimer Straße – im Stadtteil Uissigheim in Richtung des Stadtteils Eiersheim
- Eilschirber Weg – In Külsheim in Richtung des Wohnplatzes Eulschirben mit der bekannten Eulschirbenmühle beim Werbacher Ortsteil Gamburg
- Erlenweg
- Eulschirber Weg – im Stadtteil Uissigheim in Richtung des Werbacher Wohnplatzes Eulschirben mit der Eulschirbenmühle

## F
- Flößlein – im Stadtteil Eiersheim
- Frankenstraße – In Bezug auf die Region Franken, da Külsheim in Tauberfranken liegt. Das Weinbaugebiet Tauberfranken ist hingegen ein Weinbaugebiet in Baden in Baden-Württemberg. Bis 1992 hieß das Weinbaugebiet in dem auch die Külsheimer Weinberge liegen noch badisches Frankenland.
- Friedhofweg – im Stadtteil Hundheim in Richtung des dortigen Friedhofs am Körnersweg
- Froschgasse – im Stadtteil Uissigheim

## G
- Gaimühle
- Gamburger Straße – im Stadtteil Eiersheim in Richtung des Werbacher Ortsteils Gamburg, danach als K 2881
- Gartenweg – im Stadtteil Steinfurt
- Gärtnereiweg
- Glockengasse – im Stadtteil Steinbach
- Goethestraße
- Grenzweg
- Grottenweg
- Gutentalweg

## H
- Haagstraße
- Hambrechtsweg
- Hans-Weisbach-Straße
- Hardheimer Straße – in Richtung der Gemeinde Hardheim in angrenzenden Neckar-Odenwald-Kreis
- Hauptstraße
- Hebbelstraße
- Heuweg – im Stadtteil Steinbach
- Hinterer Meßhof – am gleichnamigen Wohnplatz Hinterer Meßhof in der Nähe des Stadtteils Steinbach[7]
- Hinterm Dorf – im Stadtteil Uissigheim
- Hochhäuser Grund – im Stadtteil Eiersheim, in Luftlinie in Richtung des Tauberbischofsheimer Stadtteils Hochhausen
- Hofstraße – im Stadtteil Steinbach in Richtung der Wohnplätze Vorderer Meßhof und Hinterer Meßhof
- Hohe Straße
- Hohenloher Weg – In Bezug auf die Region Hohenlohe, die teilweise im Main-Tauber-Kreis bzw. in Tauberfranken liegt.
- Höhenstraße – im Stadtteil Uissigheim
- Hohlweg – im Stadtteil Hundheim
- Hölzlein – im Stadtteil Steinbach

## I
- Im kleinen Steg – im Stadtteil Steinbach

## J
- Jahnstraße

## K
- K 2829
- K 2880
- K 2881
- Kapellenstraße – im Stadtteil Eiersheim
- Kehrlich – im Stadtteil Uissigheim
- Keltenweg
- Kirchbergweg
- Kirschweg
- Kleiner Heidberg
- Kolpingstraße
- Königheimer Weg – im Stadtteil Steinfurt in Richtung der Gemeinde Königheim
- Königsgrund
- Körnersweg – im Stadtteil Hundheim
- Külsheimer Straße – im Stadtteil Hundheim, auf direktem Weg in Richtung Külsheim

## L

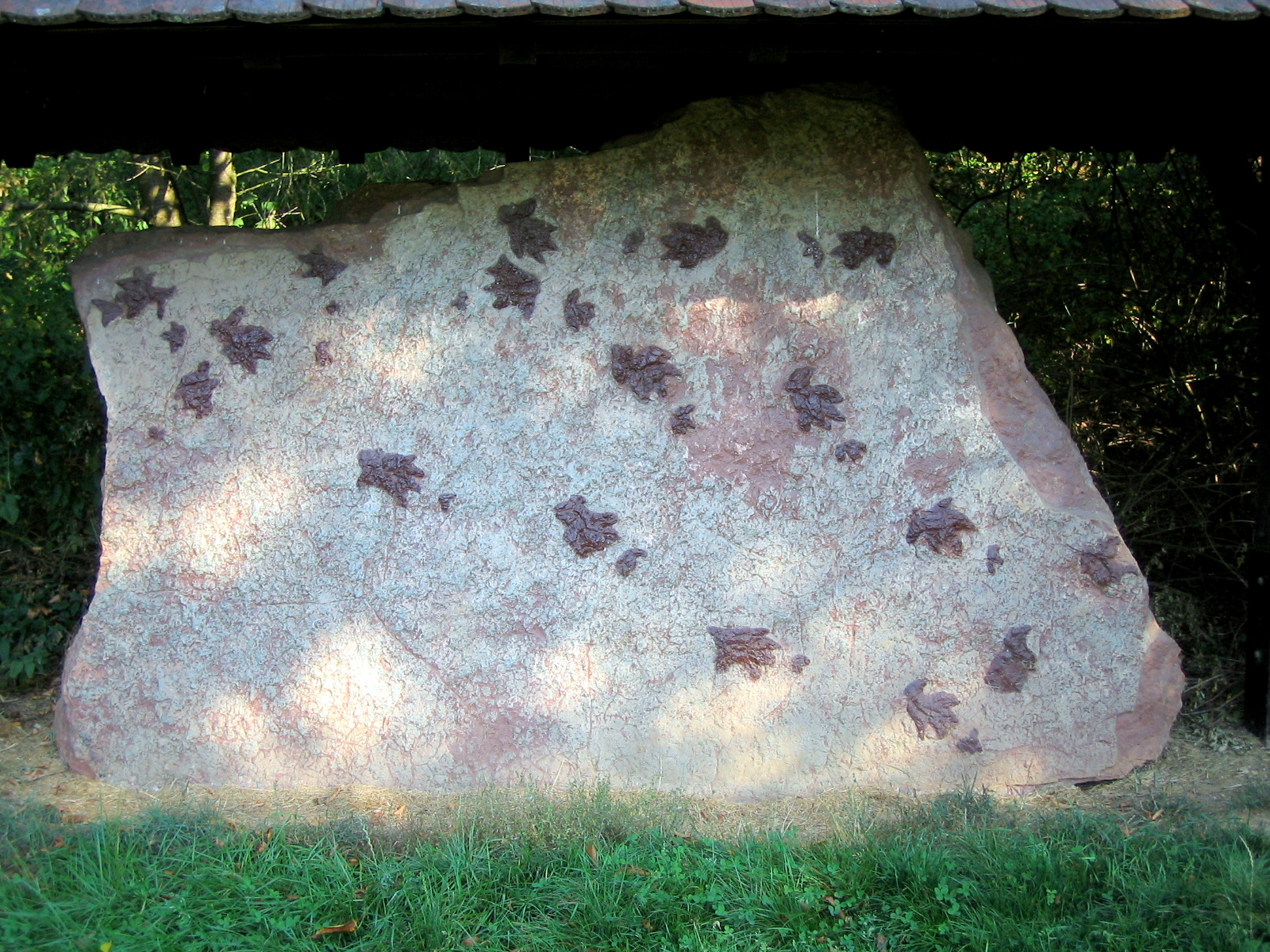
Sandsteinplatte mit Chirotherium-Fußspuren, L 509

- L 508 – Die L 508 führt durch die Stadtteile Hundheim, Steinbach und Steinfurt. Zwischen Steinbach und Steinfurt zweigt die L 509 in Richtung Külsheim ab.
- L 509 – Die L 509 führt aus Richtung der Wertheimer Ortschaft Bronnbach kommend durch Külsheim hindurch bis zur L 508. Dort führt der Weg nach links in Richtung des Stadtteils Steinfurt oder nach rechts in Richtung der Stadtteile Steinbach und Hundheim.
- Langengewannweg
- Langgasse – im Stadtteil Eiersheim
- Lehnfeldweg
- Leimengrubenweg – im Stadtteil Uissigheim
- Leimgrubenweg
- Leonhardstraße – im Stadtteil Uissigheim
- Leopoldstraße
- Lerchenweg – im Stadtteil Uissigheim
- Linienweg

## M
- Mainstraße
- Manggasse
- Mehleweg

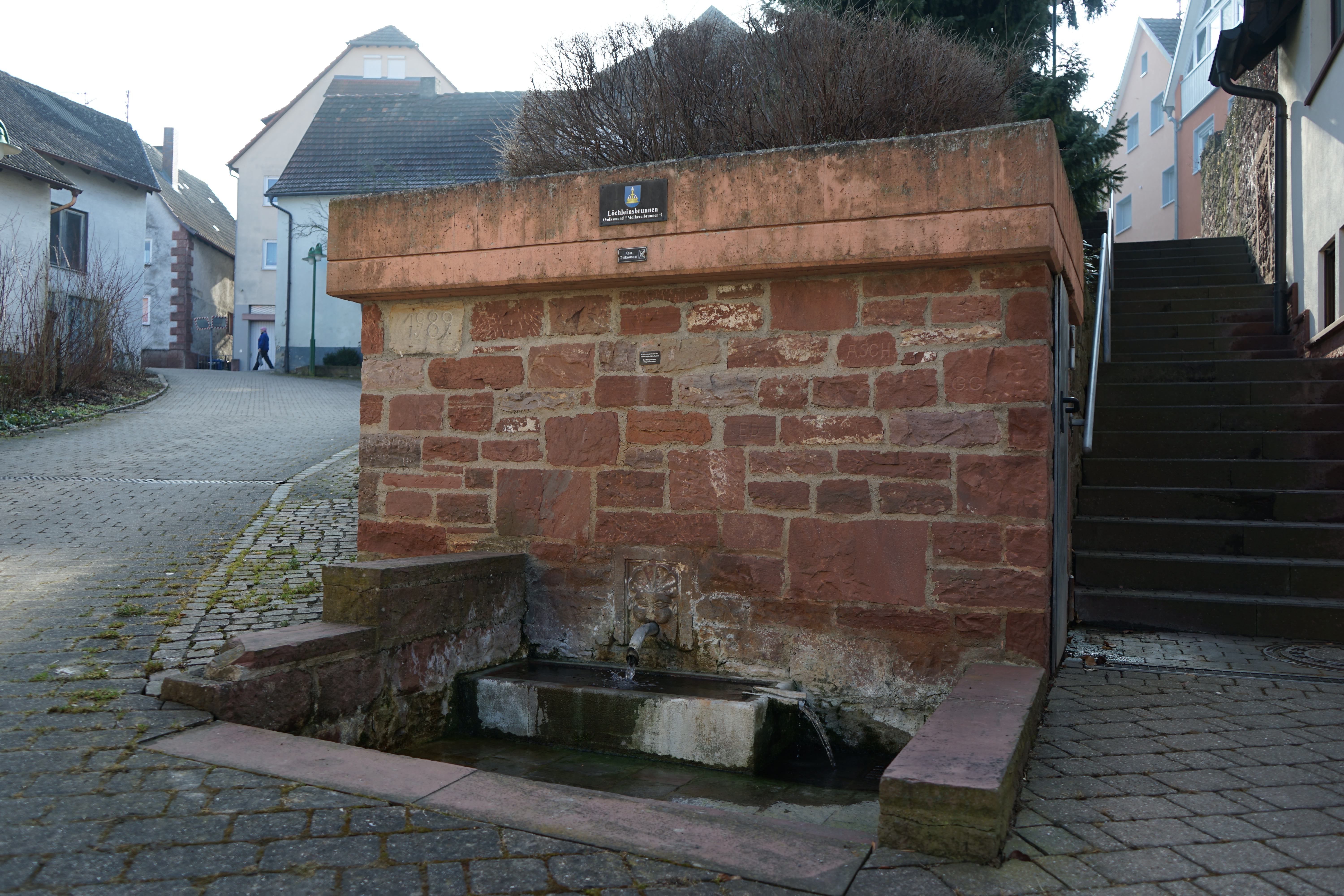
Löchleinsbrunnen, im Volksmund Molkereibrunnen, Molkereiweg

- Miltenberger Straße – im Stadtteil Hundheim in Richtung Miltenberg
- Miltnerscher Weg
- Mittleres Dorf – im Stadtteil Eiersheim
- Molkereiweg
- Mönchwaldstraße – im Stadtteil Steinfurt
- Mozartstraße – benannt nach Wolfgang Amadeus Mozart
- Mühlweg
- Münzweg – im Stadtteil Uissigheim

## O
- Oberer Kattenbergweg
- Obertorgasse
- Odenwaldstraße – benannt nach dem angrenzenden Odenwald im ebenfalls angrenzenden Neckar-Odenwald-Kreis

## P
- Pappelallee
- Pater-Grimm-Straße

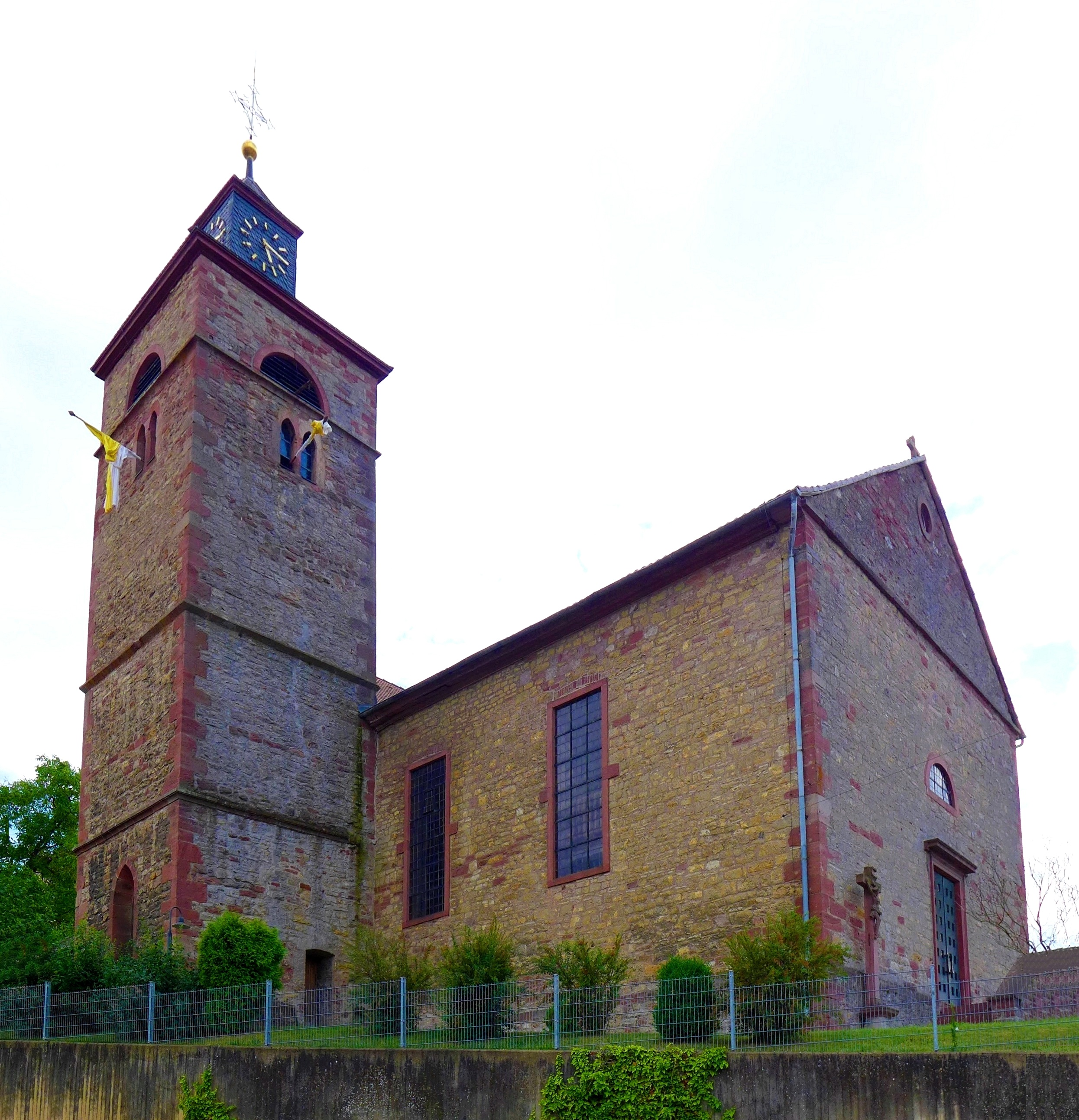
St. Margareta in Eiersheim, Pfarrgasse 1

- Pfarrer-Binz-Straße – im Stadtteil Uissigheim
- Pfarrer-Hodecker-Straße – im Stadtteil Hundheim
- Pfarrer-Münch-Straße – im Stadtteil Uissigheim
- Pfarrer-Uihlein-Straße
- Pfarrgasse – im Stadtteil Eiersheim
- Pionierstraße
- Poststraße – im Stadtteil Hundheim
- Prinz-Eugen-Straße – Die Prinz-Eugen-Kaserne in Külsheim war von 1964 bis 2006 ein Bundeswehrstandort im Main-Tauber-Kreis in Baden-Württemberg. Nach dem Kauf des Areals durch die Stadt Külsheim entsteht im Rahmen einer Konversion der Gewerbepark II mit Gewerbeflächen und Wohnplätzen.[8]

## R

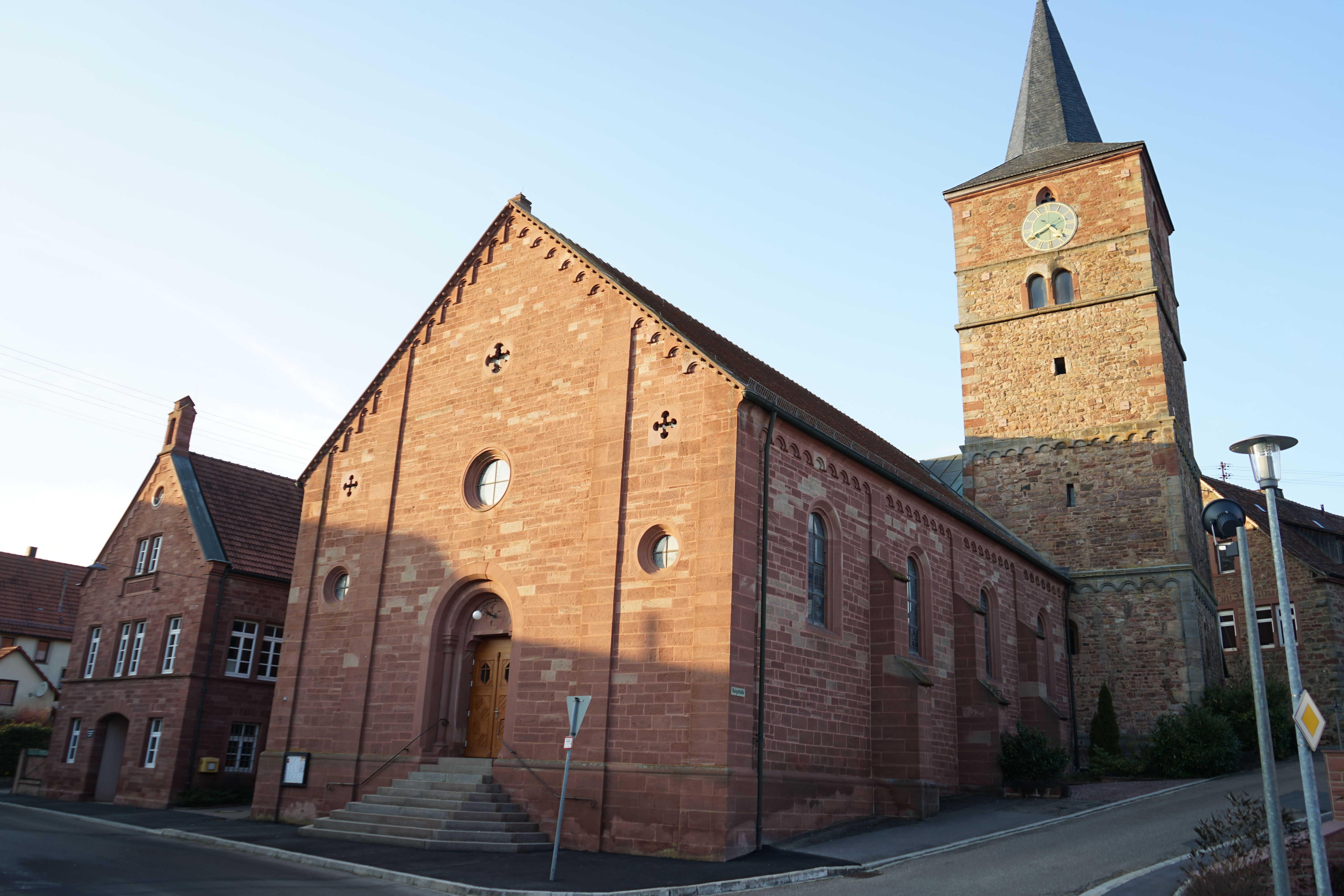
St. Laurentius in Uissigheim,
Ritter-Arnold-Straße 33

- Raiffeisenstraße – im Stadtteil Eiersheim
- Raingartenstraße – im Stadtteil Steinbach
- Rathausstraße
- Reutenbüschel
- Rhönstraße
- Richthofenstraße
- Riedflürlein
- Riemelsweg
- Ringstraße – im Stadtteil Uissigheim
- Ritter-Arnold-Straße – im Stadtteil Uissigheim, davor und danach als K 2880
- Römerbadweg
- Rommelstraße
- Roter Rain – an der gleichnamigen Siedlung Roter Rain zwischen Külsheim und Steinbach
- Rüdentaler Straße – im Stadtteil Steinfurt in Richtung des Hardheimer Ortsteils Rüdental im Neckar-Odenwald-Kreis, davor und danach als L 508

## S
- Schafhausweg
- Schillerstraße
- Schloßblick

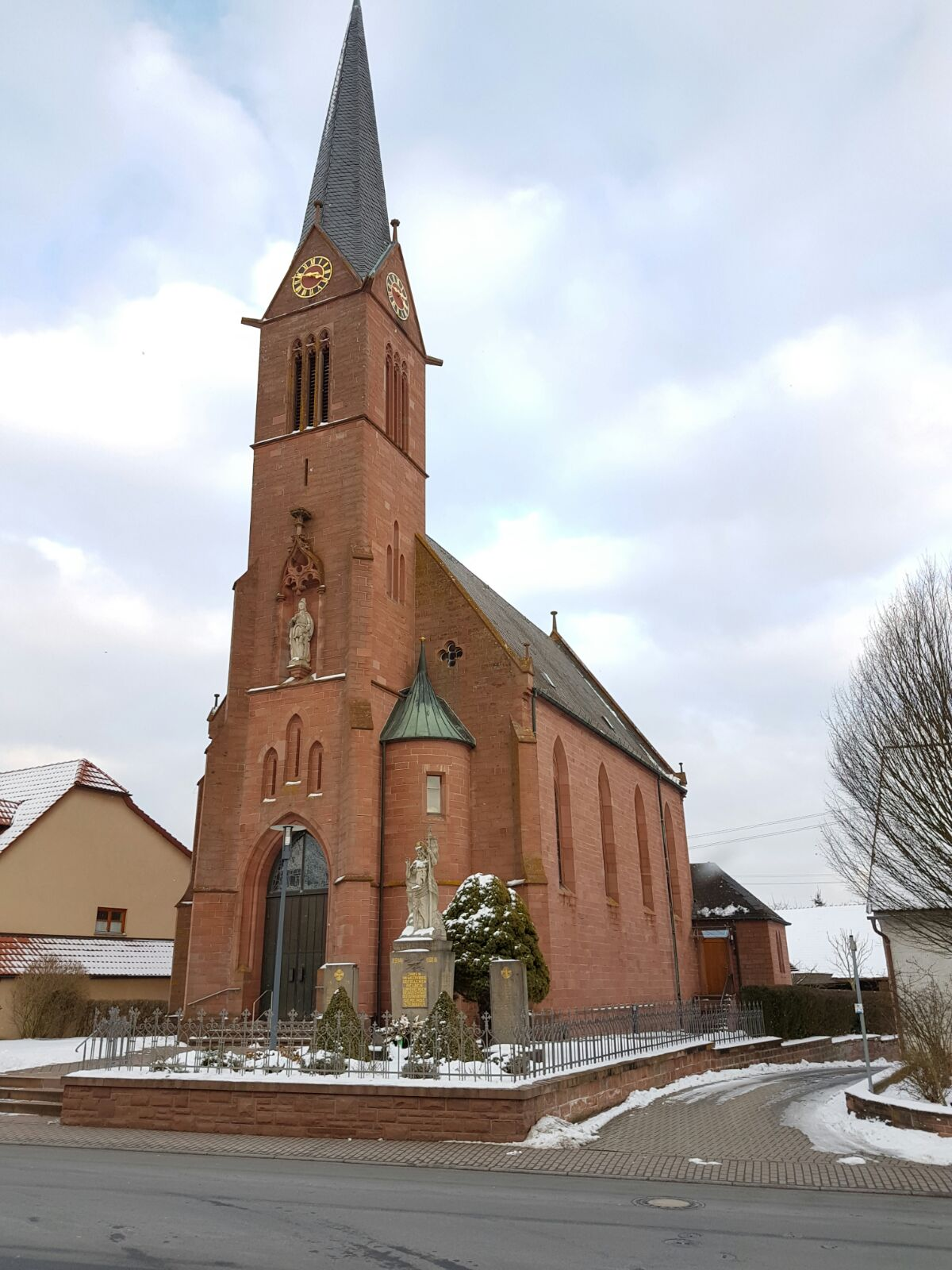
St. Peter und Paul in Steinbach, Schönertsbachstraße 58

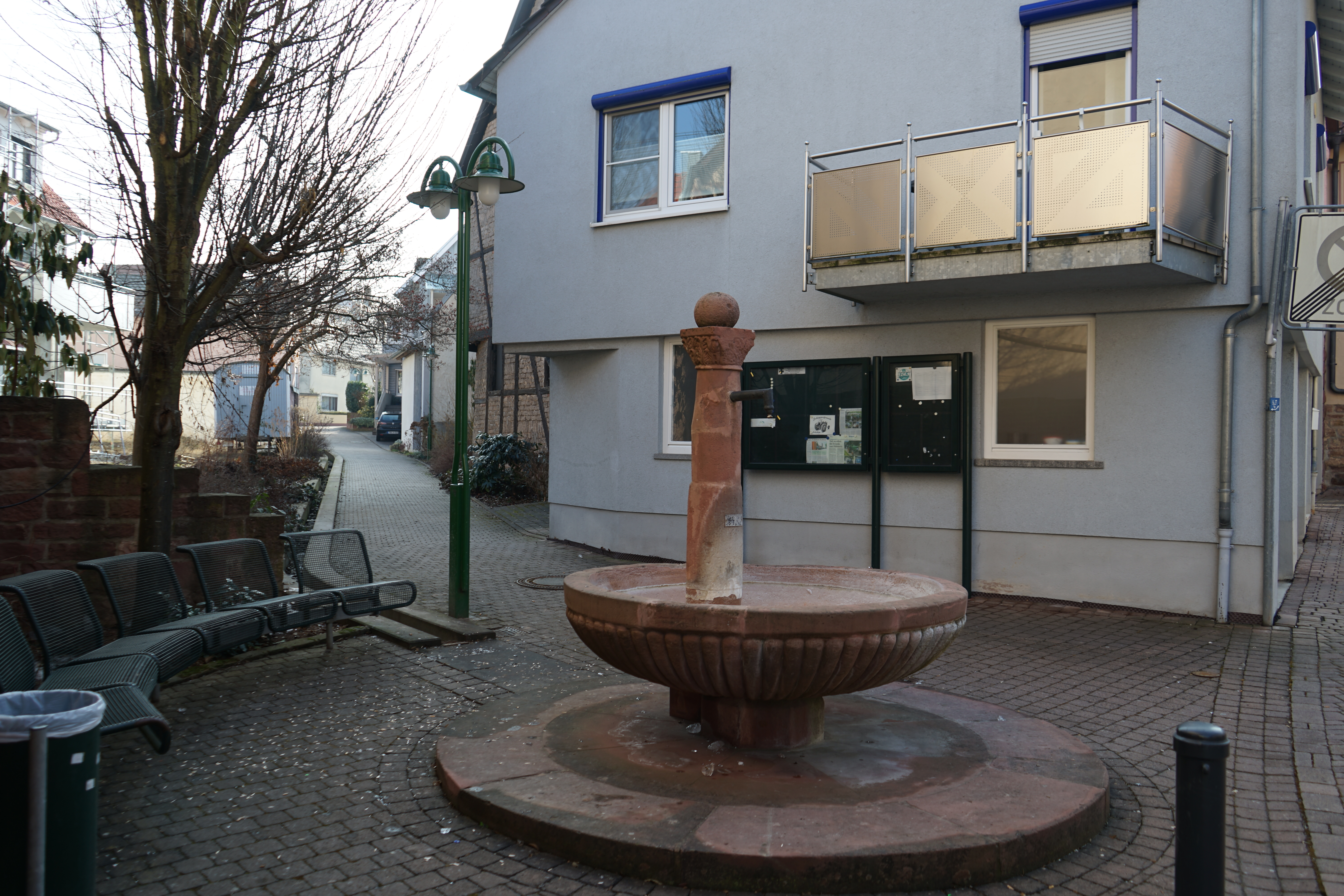
Spitalbrunnen, Spitalstraße

- Schlossergasse – im Stadtteil Uissigheim
- Schmiedsgasse
- Schneidmühlweg
- Schönertsbachstraße – im Stadtteil Steinbach, davor und danach als L 508
- Schraubeweg
- Schulstraße – im Stadtteil Eiersheim
- Schwarzwiesen – im Stadtteil Steinbach
- Seestraße – im Stadtteil Hundheim
- Seldernweg
- Siemensstraße
- Spessartblick – im Stadtteil Hundheim
- Spessartstraße
- Spitalstraße
- Sportplatzweg – im Stadtteil Eiersheim
- Stahlbergstraße – im Stadtteil Uissigheim am Stahlberg
- Stahlbergsweg
- Steige – im Stadtteil Eiersheim
- Steinbacher Weg – in Külsheim in Richtung des Stadtteils Steinbach
- Steingasse – im Stadtteil Steinbach
- Steinigsweg – im Stadtteil Uissigheim
- Steinwiesen – im Stadtteil Steinbach

## T
- Talsiedlung – im Stadtteil Hundheim
- Tannenweg – im Stadtteil Uissigheim
- Taubenbaum
- Tauberbischofsheimer Straße – im Stadtteil Eiersheim in Richtung der Kreisstadt Tauberbischofsheim, danach als K 2881
- Tauberstraße
- Taubertalradweg – ein kleiner Teil des Taubertalradwegs liegt auf der Gemarkung von Külsheim
- Tauberweg
- Teichstraße – im Stadtteil Steinfurt
- Tiefentaler Hof – am gleichnamigen Wohnplatz Tiefental(er Hof) in der Nähe des Stadtteils Hundheim[9]
- Tiefenweg – im Stadtteil Eiersheim
- Triebstraße – im Stadtteil Hundheim
- Türkenstraße – im Stadtteil Uissigheim
- Turmstraße – im Stadtteil Steinfurt

## U
- Uissigheimer Straße – in Külsheim in Richtung des Stadtteils Uissigheim
- Unterm Weinberg

## V
- Veitsgasse – im Stadtteil Uissigheim
- Vogelsang – im Stadtteil Uissigheim
- Vorderer Meßhof – am gleichnamigen Wohnplatz Vorderer Meßhof in der Nähe des Stadtteils Steinbach[10]

## W
- Wagnerstraße
- Webereistraße
- Weedgasse
- Weiher – im Stadtteil Steinbach

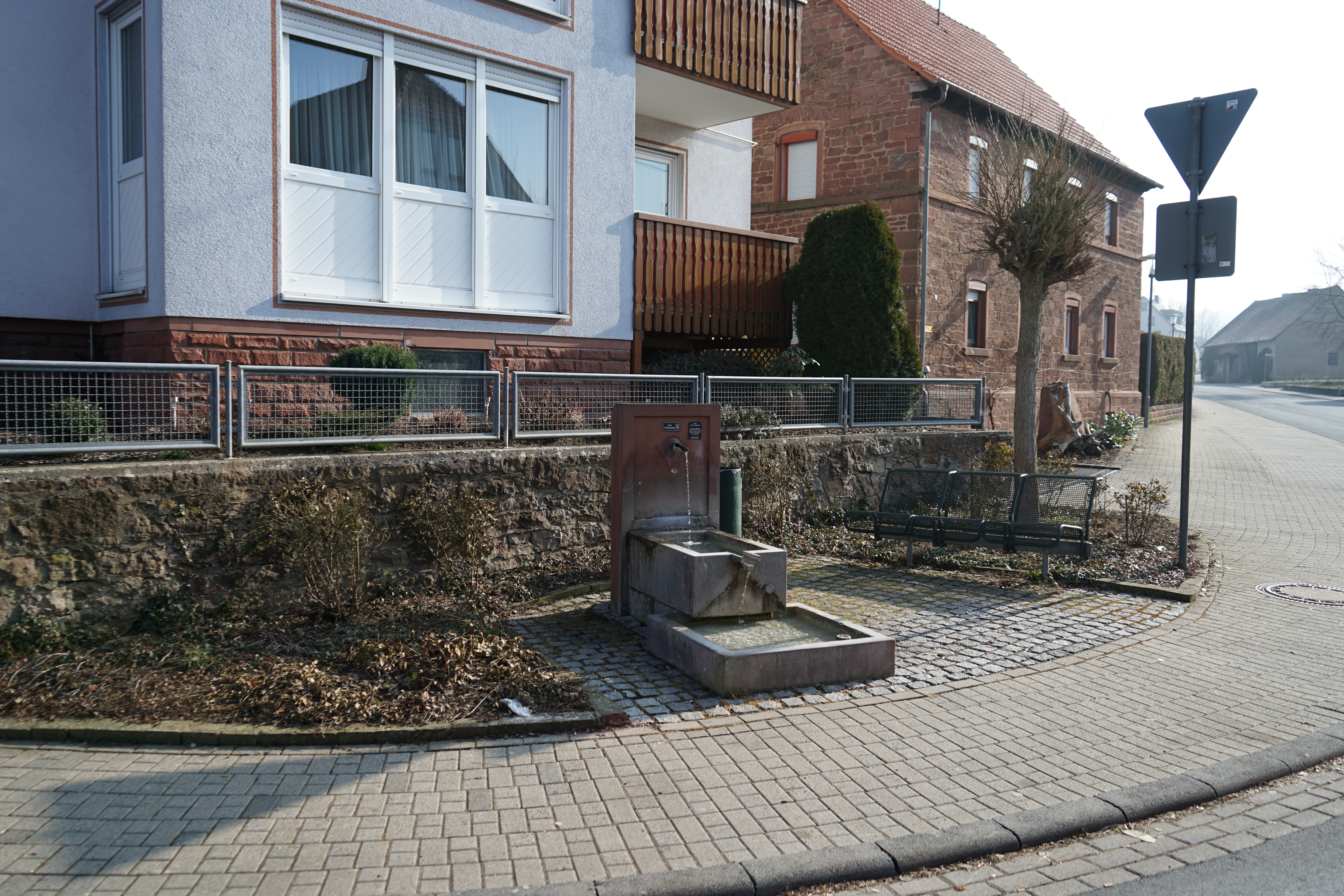
Lindenwirtsbrunnen, Wolferstetter Weg

- Wendelin-Scheuermann-Straße – im Stadtteil Steinbach
- Wertheimer Straße – im Stadtteil Hundheim in Richtung der Stadt Wertheim, sowie durch den Ort Hundheim bis Steinbach, davor und danach als L 508
- Wiesenweg – im Stadtteil Steinfurt
- Wilhelm-August-Berberich-Straße
- Wolferstetter Weg – in Külsheim in Richtung des aufgegebenen Weilers Wolferstetten, der heute Teil eines Truppenübungsplatzes der Bundeswehr ist

## Z
- Zentgraben
- Zum Hof
- Zum Läger
- Zwerggasse – im Stadtteil Steinbach

## Rad- und Wanderwege
- Taubertalradweg, Der Sportive:[11]
  - Etappe 2: Freudenberg – Külsheim[12]
  - Etappe 3: Külsheim – Boxberg[13]